# 王子街車站
王子街車站（英語：Prince Street station）是紐約地鐵BMT百老匯線的慢車地鐵站，設有R線（任何時候停站（深夜除外））、W線（僅平日停站）、N線（僅深夜及週末停站）與Q線（僅深夜停站）列車服務。

## 車站結構
| G        | 街道層             | 出入口 |
| P 月台層 | 側式月台，右側開門 | 側式月台，右側開門 |
| P 月台層 | 南行               | 往灣脊區-95街（堅尼街經隧道） · 平日往白廳街-南碼頭（堅尼街經隧道） · 經海灘往康尼島-斯提威爾大道（週末時堅尼街經大橋；深夜時堅尼街經隧道） · 深夜時經布萊頓 往康尼島-斯提威爾大道（堅尼街經大橋） |
| P 月台層 | 南行快速           | 不停靠 |
| P 月台層 | 北行快速           | 不停靠 |
| P 月台層 | 北行               | 往71大道（第八街-紐約大學） · 平日（ 週末及深夜） 往阿斯托利亞-迪特馬斯林蔭路（第八街-紐約大學） · 深夜時往96街（第八街-紐約大學）                                                                 |
| P 月台層 | 側式月台，右側開門 | |

王子街在1917年9月4日啟用，設有兩個側式月台和四條軌道，內側兩條是快車軌道，不停靠此站。王子街以南兩個方向的慢車和快車軌道之間都設有剪式橫渡線。南行月台南端設有轉轍器以容許N線週末和Q線深夜時跨過曼哈頓大橋。

## 外部連結
- nycsubway.org—BMT Broadway Line: Prince Street
- Station Reporter — N Train
- Station Reporter — R Train
- MTA's Arts For Transit — Prince Street (BMT Broadway Line) （页面存档备份，存于）
- Prince Street entrance from Google Maps Street View
- Lobby from Google Maps Street View
- Platforms from Google Maps Street View